# Пронько Михайло Григорович
Пронько Михайло Григорович (10. 01. 1922, м. Новомосковськ Катеринославської губ., нині Дніпропетровської обл. — 26. 02. 2006, Луцьк) — український письменник, автор багатьох збірок поезії та прози. Член НСПУ (1980). Премія імені А. Кримського (2003). Учасник 2-ї світової війни. Має бойові нагороди. 

## Життєпис
Закінчив Новомосковське педагогічне училище (1939). Перебував на військовій службі (1940—60); від 1960 — на культосвітній роботі на Волині, працював у будівельному управлінні № 78 Луцька, начальником водно-рятувальної станції на р. Стир, у ДТСААФ. Очолював обласне літературне об’єднання «Гранослов».

## Творчість
У своїх віршах, роздумах, новелах, байках, сонетах щире слово мовить поет про рідну мову, красу природи, дружбу й кохання, по-філософськи осмислює явища життя, опоетизовує рідну Волинь, роздумує про пережите, про долю покоління, якому випало так багато випробувань. Оповідання, казки, вірші для дітей ненав’язливо повчальні, образні, з легким гумором.

## Твори
Автор збірок поезій «Перевесло» (1969), «Відлуння громів» (1975), «Щедрий день» (1982), «Життєцвіт» (1989; усі — Львів), «Чересло» (Лц., 2001); повісті «Яшко з Решетняків» (Л., 1983); книг для дітей «Де ночує грім» (К., 1974), «Іринка і жаринка» (1995), «Андрійкова мандрівка» (1977), «Як Василько в Африку літав» (1998), «Орден Слави» (1999), «Смішинки для дитинки» (2001), «Похвалявся сірничок» (2002); спогадів «Дорогами війни» (2000), «Дороги крізь вогонь і смерть» (2002); збірки гумору «Номенклатурні горобці» (2002; усі — Луцьк). Основні теми й мотиви творів — сувора правда війни, відвага й мужність фронтових побратимів, краса природи і людських почуттів.